# الدفن قبل الأوان
«الدفن قبل الأوان» (بالإنجليزية: The Premature Burial) هو قصة رعب قصيرة حول موضوع الدفن حيا، وهي من تأليف إدغار ألان بو، (1809-1849)، ونشرت في عام 1844 في صحيفة فيلادلفيا دولار. كان الخوف من الدفن حيا شائعا في تلك الفترة، وكان بو يستفيد من الاهتمام الشعبي. وقد تم اقتباس القصة إلى فيلم.

## الحبكة
يصف الرواي الأول الذي لم يُكشف عن اسمه في رواية الدفن قبل الآوان معاناته مع نوبات يطلق عليها الأطباء اسم «التجمد»، وهي حالة يسقط فيها المريض بشكل مفاجئ في غيبوبة تشبه الموت. دفعته هذه النوبات إلى خوف مستمر من أن يدفن وهو حي. يؤكد أن لخوفه هذا ما يبرره من خلال ذكر العديد من الأمثلة لأشخاص دفنوا وهم أحياء. في المثال الأول لم تكتشف الحالة إلا بعد أن أعيد فتح قبر الضحية. أما في الحالات الأخرى، أُنقذ الضحايا بعد أن تمكنوا من لفت الانتباه إلى أنهم أحياء في الوقت المناسب.
يخلق الراوي من خلال هذه الأمثلة جواً من الرعب الذي يفتتح به القصة ويبرر خوفه الدائم من أن يدفن حياً بسبب حالته المرضية التي تجعله يعاني من نوبات غيبوبة تشبه الموت. أصبح مهووساً بفكرة أنه سيقع في نوبة غيبوبة أثناء وجوده بعيداً عن المنزل، وأن المحيطبن به عندها سيعتقدون أنه ميت ويدفنوه وهو حي. ولذلك يأخذ وعداً من أصدقائه بأنهم لن يدفنوه قبل الأوان، ويرفض مغادرة منزله، ثم يبني قبراً مجهزاً بمعدات وتقنيات خاصة تسمح له بإرسال إشارة أو تنبيه في حال استيقاظه بعد الموت. تبلغ القصة ذروتها عندما يستيقظ الراوي في ظلام دامس في منطقة محصورة، ويعتقد أنه قد دفن على قيد الحياة، وأن جميع احتياطاته كانت بلا جدوى، فيبدأ في الصراخ على الفور، لكنه سرعان ما يدرك أنه في قارب صغير وليس في قبر، ويصدمه الحادث جراء هوسه الشديد بالموت.

## تحليل

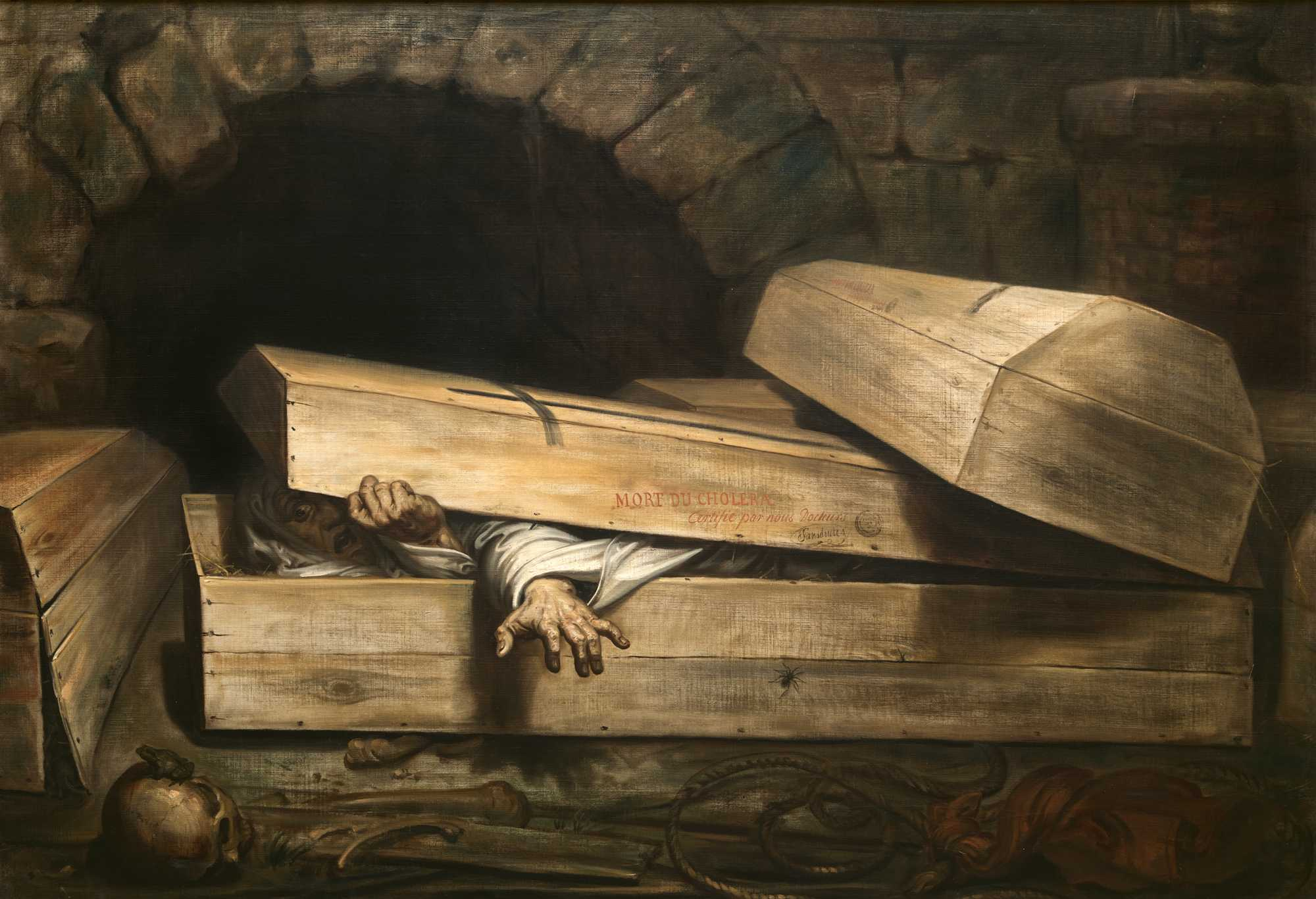
تابوت نصف مغلق يحاول شخص الخروج منه وهي تمثل رمز للدفن قبل الأوان

كان الخوف من الدفن على قيد الحياة متجذراً بعمق في الثقافة الغربية في القرن التاسع عشر، واستفاد بو من افتتان الجمهور بهذا الموضوع، أُبلغ عن مئات الحالات التي أعلن فيها الأطباء عن طريق الخطأ وفاة أشخاص أحياء، حتى أن بعض التوابيت في هذه الفترة كانت مجهزة بأجهزة طوارئ للسماح للشخص بطلب المساعدة في حال كان ما زال حياً. كان هذا الأمر مصدر قلق كبير حتى أن الفيكتوريين أسسوا جمعية لمنع دفن الناس وهم أحياء، وقد يعود ذلك لاعتقادهم أن مصاصي الدماء هم جثث متحركة ما زالت حية بعد دفنها، ولذلك فهي تخرج كل ليلة لتفترس البشر الأحياء. أما الباحث في مجال الفلكلور بول باربر فقد أكد أن حالات الدفن على قيد الحياة مبالغ فيها إلى حدٍّ كبير، وأن الأدلة على وجود علامات للحياة بعد الدفن غير صحيحة. على كل حال فهذه الرواية تؤكد أنها كتبت بقصد الإبهار وشد الانتباه، خصوصاً وأن الراوي يقول إن الحقيقة يمكن أن تكون مرعبة أكثر من الخيال، ثم يبدأ بسرد القصص من أجل إقناع القارئ بالقصة الأساسية للرواية.